# Skuppah Indian Reserve 2A
Skuppah Indian Reserve 2A är ett reservat i Kanada.   Det ligger i provinsen British Columbia, i den södra delen av landet, 3 400 km väster om huvudstaden Ottawa.
I omgivningarna runt Skuppah Indian Reserve 2A växer i huvudsak barrskog. Runt Skuppah Indian Reserve 2A är det glesbefolkat, med 9 invånare per kvadratkilometer.